# La discesa delle tenebre
La discesa delle tenebre (Tides of Darkness) è un romanzo fantasy di Aaron Rosenberg edito nell'agosto 2007, ambientato nell'universo di Warcraft creato da Blizzard Entertainment. Dal punto di vista cronologico della storia, gli avvenimenti seguono quelli de L'ultimo Guardiano, e precedono quelli di Oltre il Portale Oscuro.

## Trama
Nel romanzo è narrata la storia già vista nel videogioco Warcraft II: Tides of Darkness. Il racconto descrive la Seconda Guerra, quando l'Orda guidata da Orgrim Doomhammer, dopo aver già distrutto il regno di Stormwind, risale i Regni Orientali invadendo Khaz Modan e Lordaeron. I difensori umani, nani, alti elfi e gnomi si riuniscono a formare l'Alleanza, per contrastare l'orda orchesca. Da parte sua, l'Orda include nei suoi ranghi i goblin del Cartello Spargifumo e i troll di Zul'jin, oltre ai draghi dello stormo rosso, schiavizzati grazie all'Anima dei Demoni.
L'Orda ha inizialmente successo, riuscendo a razziare i regni di Dalaran e Quel'Thalas, ma durante l'assedio alla Capitale di Lordaeron Doomhammer scopre che i clan di Gul'dan e Cho'gall hanno disertato per andare alla ricerca della Tomba di Sargeras, e manda così altri clan a distruggerli per punizione. Con l'Orda così indebolita e grazie al provvidenziale arrivo delle truppe dell'Alleanza guidate da Turalyon, l'Orda viene costretta a una tragica ritirata. Doomhammer riesce a uccidere in combattimento Anduin Lothar sotto il Monte Blackrock, ma Turalyon, prendendo il comando, cattura Doomhammer e mette in fuga l'Orda, che si ritira attraverso il Portale Oscuro, che viene poi chiuso da Khadgar.

## Personaggi

### Protagonisti
- Alleria Windrunner
- Anduin Lothar
- Cho'gall
- Gul'dan
- Khadgar
- Kurdran Wildhammer
- Orgrim Doomhammer
- Terenas Menethil II
- Turalyon
- Zul'jin

### Personaggi secondari
- Aiden Perenolde
- Alexstrasza
- Alonsus Faol
- Anasterian Sunstrider
- Antonidas
- Arthas Menethil
- Bradok
- Brann Bronzebeard
- Calia Menethil
- Daelin Proudmoore
- Dar'Khan Drathir
- Derek Proudmoore
- Drak'thul
- Gavinrad
- Genn Greymane
- Halduron Brightwing
- Generale Hath
- Kael'thas Sunstrider
- Kel'Thuzad
- Kilrogg Deadeye
- Korialstrasz/Krasus
- Lianne Menethil
- Lor'themar Theron
- Maim Blackhand
- Marcus Redpath
- Muradin Bronzebeard
- Nekros Skullcrusher
- Rend Blackhand
- Saidan Dathrohan
- Sylvanas Windrunner
- Teron Gorefiend
- Thoras Trollbane
- Tirion Fordring
- Varian Wrynn
- Vereesa Windrunner
- Zuluhed